# Círculo Amistad Numancia
El Círculo Amistad Numancia, conocido popularmente como "El Casino" o Casino Amistad Numancia, situado en Soria (Castilla y León, España), es el resultado de la unión de dos instituciones centenarias. La primera en el tiempo, el Casino de Numancia se constituyó en 1848 y el Círculo de la Amistad en 1865. 
Ambas convivieron durante muchos años en el mismo edificio en la céntrica calle de El Collado, hasta que en 1961 el Casino de Numancia fue "absorbido" por el Círculo, constituyéndose la actual sociedad. En la actualidad forman parte de la misma unos 1200 socios que pagan una cuota mensual y se rigen por unos estatutos sociales, una asamblea de socios y una Junta directiva. Es una sociedad que está abierta a nuevos asociados y diversas actividades que se realizan en sus instalaciones por parte de particulares e instituciones.

## Historia
El Círculo Amistad Numancia, el popular Casino como se le conoce habitualmente en la ciudad, es el resultado de la unión (o mejor dicho de absorción) en 1961, de dos instituciones o sociedades centenarias. La primera en el tiempo, el Casino de Numancia, se constituyó en la ciudad de Soria en 1848, cuando apenas contaba con 4.732 vecinos, y definía, en sus primeros estatutos de 1853, su fin destinado a “la distracción y pasatiempo de las personas de buena sociedad”, y del Círculo de la Amistad, fundado en 1865, pero heredero a su vez de otra sociedad desaparecida llamada “Recreo de los Artistas”, y desde el principio con parecidos fines que la anterior, “la distracción y la ilustración de los socios que la componen”.
Ambas se ubicaban en el mismo edificio de El Collado, la primera ocupaba la planta de arriba (“modelo de elegancia, buen gusto e irreprochable confort”, según su primer historiador Bonifacio Monge) y la segunda el bajo principal, y ambas convivieron durante muchos años hasta que, por problemas económicos, en el año 1961 el Casino de Numancia fue “absorbido” por el Círculo (que en 1919 había comprado el edificio por la cantidad de cien mil pesetas a su dueño Pedro Delgado) constituyéndose la actual sociedad con el nombre que ha llegado hasta nosotros.
Tenemos pues una institución cuyos orígenes se remontan a una época histórica enmarcada en unas coordenadas temporales de gran interés como es el advenimiento del régimen liberal con sus corrientes parlamentarias y progresistas. Así durante el reinado de Isabel II (1844-1868) se dieron unas condiciones favorables para la creación de sociedades de cultura y recreo, fundándose gran cantidad de casinos españoles durante ese período.
El casino español es una mezcla entre el club inglés (masculino y exclusivo) y el italiano (cafés en la planta baja y lugar de juego en la segunda). De hecho el propio término “casino” es italiano. En ello se seguía una moda general del Madrid isabelino, con su gusto por la ópera y la música italiana. Para este Casino soriano se eligió el nombre de Numancia porque sus fundadores se sentían, dentro del ambiente romántico idealista de la época, “herederos legítimos de las glorias de un gran pueblo, admiración del mundo por su valor, su heroísmo y su amor patrio”.
El casino isabelino estará igualmente ligado a la historia de una nueva clase social, la burguesía, surgida de un orden económico nuevo, el capitalismo. Son los miembros de esta nueva clase social (profesionales liberales -médicos, abogados, ingenieros, científicos, medianos comerciantes, periodistas- funcionarios, militares y medianos propietarios del campo y de la ciudad) los que presentan una cohesión en sus valores y formas de vida, adquiriendo una conciencia de identidad colectiva y un modelo social. Pero “por encima de las ideas y los intereses de grupo o de partido, se enarboló siempre la bandera del amor a Soria, del respeto hacia los demás, de la hospitalidad, la hidalguía, la corrección y la altura de miras, propia de un pueblo sobrio y sencillo, pero fino de espíritu como el nuestro, compendio de todas las esencias castellanas”, según Pérez Rioja, otro de sus historiadores. 
Los casinos españoles, también los de Soria, proclamaban siempre su no injerencia en la política (sus primeros estatutos “prohibían cualquier controversia en materia de religión, de moral y de política”) aunque en realidad casi siempre fueron centros de actividad política, perfilando las elecciones y luchando por el poder político local, pues la preocupación por la vida pública era constante, arrogándose de esta manera un protagonismo en la sociedad soriana. En sus salones se fraguaron la realización de algunas obras públicas importantes de la época como la carretera de Soria a Calatayud, el adoquinado de las calles del Collado y del Postigo, la cuestión del ferrocarril, etc.
Así pues en la España decimonónica el casino reunía una serie de características de esta nueva clase social como la compartimentación del ocio, el principio de respetabilidad social, el escaparate de los valores burgueses, el culto al progreso, etc. Siendo la institución un distintivo de la nueva clase dirigente capitalina no es de extrañar que el ingreso en la misma fuese visto también como un medio de adquirir mayor renombre o aceptación social, extremando las precauciones a la hora de las admisiones a nuevos socios (hasta bien entrado el siglo XX, masculinos), y siendo importante la continuidad generacional de los primeros miembros o fundadores. “Palenque donde se cimentaban honrosas reputaciones, y consolidaban las ya legítimamente adquiridas”, según Monge.
Tenemos pues a las clases medias, con el predominio de las profesiones liberales, rigiendo los destinos de la institución, pero, ¿Cuáles eran las actividades principales que en el Casino y en el Círculo se realizaban? Las más importantes eran la fiesta, el juego, la tertulia y la lectura pero su protagonismo en la sociedad soriana fue relevante en otras parcelas como actos culturales, beneficencia, etc. Eran un compendio de afirmación de prestigio y de relación social, estando presente en todas las facetas de la vida social soriana.

### El juego
El juego tuvo un papel importante especialmente como fuente de ingresos. Ya en sus primeros estatutos se fijan los juegos (Tresillo, Malilla, Mus, Ecarté, Solo, Dominó, Damas, Ajedrez) y las cuotas para participar en ellos. Algunas veces se jugaba a juegos ilegales perseguidos por la ley, siendo varias veces sancionados, e incluso eran mal vistos socialmente por lo que eran mencionados expresamente. Se jugaba hasta muy avanzada la noche. Dice Gaya Nuño: “Las horas de estos juegos comprendían de tres a diez de la noche. Después de cenar se comenzaba de nuevo con fichas y barajas, pero en cuanto se marchaba el gobernador, jugábase desaforadamente al monte y a la tarota, y se acababa a las dos o las tres de la madrugada; los perdidosos a casita, y los gananciosos a la de Julia”.
Aunque para jugadores noctámbulos los ajedrecistas, según Pérez Rioja.
También se jugará al bacará y a finales de la década de 1970 al bingo que fue fuente de muchos ingresos para la sociedad pero también de muchos problemas para las diferentes Juntas directivas.
Mención aparte merece el billar que desde el principio fue uno de los símbolos del casino (en 1861 se adquirió por 8000 reales una “magnífica mesa de billar”), y fueron varias las mesas que siempre tuvo.

### La fiesta
Símbolo más distintivo, de gran resonancia social en la ciudad, caracterizado siempre por su brillantez. Se realizaban varios bailes de sociedad (al principio en San Juan y en la Feria Septembrina, posteriormente en carnavales, Navidad, San Saturio) así reconocidos en los estatutos, pero también hubo otros llamados de Confianza. Se bailaba al son de los diferentes pianos (ya en 1853 poseía un modestísimo piano, verdadera novedad para aquella época) y orquestinas que durante muchos años tuvieron las dos sociedades (la última desapareció en 1963). Fue célebre el pianista y compositor Damián Balsa maestro de varias generaciones de sorianos que tuvo continuación en figuras como los García Ballenilla (Julián, Anselmo y Bernardo), Pablo de la Iglesia, etc.
Dice Gaya en el Santero: “durante Carnavales, San Juan y San Saturio, se armaban tremendos bailoteos, en que no pocos desdichados perdieron la soltería, apretujando a su dama o siguiéndola, encandilados, hasta la sala de lectura, donde la peinadora de la ciudad rehacía los encantos de las bellas”.
Algún año se ha celebrado Cena de Nochevieja con Baile (1948). En las décadas de 1950-1960, se programaban bailes los primeros sábados de cada mes e incluso llegaban a contratarse hasta dos orquestas a la vez una para cada piso.

### La tertulia
El propio origen del Casino Numancia estuvo en la tertulia que se realizaba en la Librería de Francisco Pérez Rioja, que quedándose pequeña tuvo que buscar unas instalaciones mayores. Se trataba de “discurrir, meditar y discutir con más amplitud e independencia sobre los múltiples asuntos y variados problemas” en palabras de Bonifacio Monge. Se hablaba de todo desde literatura, hasta de física, del último descubrimiento científico, de química, de derecho, de finanzas, etc. Existieron muchas a lo largo de la existencia del Casino, siendo una de las más celebrada la de los Tutagracas (compuesta por Tudela, Taracena, Granados y Cabrerizo) de los años 30. El propio Gaya Nuño nos dice: “Aquí había tertulias todos los días, después del almuerzo y de la cena”.

### La lectura
Los propios orígenes de los casinos se fundamentan en la compra para su lectura de diferentes libros y la suscripción de periódicos y revistas nacionales, locales e internacionales (hasta 16 periódicos de suscripción en 1892). Su “gabinete de lectura” constituía un fiel reflejo de la inquietud de esta clase ilustrada burguesa: “una biblioteca en la que formen parte los libros instructivos, con preferencia a los que sean de pura imaginación”.

### La cultura
Son muchísimas las muestras que hacían del Casino un “centro de verdadero y positivo recreo e instrucción”. De esta manera se “acuerda la conveniencia y necesidad de dar conferencias a los señores socios que vengan a aumentar los conocimientos que posean”. El Casino fue el aglutinador de la vida cultural soriana. Interés también por la ciencia, la pintura, el teatro, la música, mimos, la cinematografía (ya en 1901 se cuentan las primeras proyecciones, tan sólo cinco años después de su invento). En sus primeros años una “pléyade de aventajados jóvenes socios” publicaban una hoja literaria, humorística y festiva, titulada La Zambomba que tendría su continuación pocos años después en otra llamada El Sátiro. Hubo siempre veladas poético-literarias y funciones lírico-dramáticas, conciertos vocales (en 1902 se presenta la tiple soriana Amelia Valle) e instrumentales, conferencias, presentaciones de libros, actuación de prestidigitadores, sesión de hipnotismo, conciertos de arpa y un largo etc. de actividades culturales de todo tipo. También en 1916 los salones acogen durante las fiestas de San Saturio una notable exposición de fotografía y pintura. Como curiosidad ya en 1921 se celebra en sus salones el primer concurso de belleza, siendo elegida una reina.
A finales del siglo XIX no funcionaba el Teatro Principal así que el amable y reducido Salón Teatro del Casino (construido entre 1870 y 1872) fue el lugar para la representación de varias compañías de teatro e incluso el propio Casino contó con su propio “Cuadro Artístico”, que escenificaron varias obras de zarzuela y de teatro.
En 1883, bajo la presidencia de Nicolás Rabal, se creó el primer Ateneo de Soria en el Casino de Numancia. Posteriormente se recuperaría la idea en 1896-97 y luego en 1902, por tercera vez, volvería a crearse. De nuevo los salones del Casino acogen en 1918 la constitución definitiva del Ateneo. que tendrá su continuidad hasta 1936, serán innumerables las actividades culturales desarrolladas en sus estancias durante esos años.

### Correspondencia
La correspondencia y relación con otros Círculos y Casinos Españoles, ya desde el principio se tuvieron relaciones con los de Logroño, Vitoria, Valladolid, Guadalajara, Aranda, Alfaro, Pamplona, Burgos, y un larguísimo etcétera a lo largo de su historia, incluso en los primeros años de su creación la tuvo con el Círculo Gramon en París. En la actualidad hay correspondencia con cerca de medio centenar de círculos y casinos de toda España.

### Innovación tecnológica
La innovación científica: “foco principal de luz y de progreso del pueblo soriano” siempre abanderando los cambios científicos que acompañaban al progreso. Así en 1861 se sustituye el alumbrado de aceite por el de gas portátil. En 1873 se instala la telegrafía doméstica. Ya en 1893 se prohíbe fumar en ciertos salones donde concurran señoras. En 1891 se fotografían a las máscaras del Carnaval. En 1896 se instala la luz eléctrica en el Casino Numancia por arcos voltaicos. En 1911 se instala un cuarto de baño al servicio de los socios y facilitándoles sábanas para los bañistas. De 1917 a 1920, en ausencia de sede propia, fue lugar para las reuniones colegiales de los médicos sorianos. En 1961 se compra el primer televisor, siendo ya de color el de 1975.

### La beneficencia
La asistencia social en el siglo XIX y primeros del XX dependía principalmente de la iniciativa individual y la burguesía era especialmente sensible a la miseria ajena, siendo innumerables las muestras de solidaridad para los más pobres y para las diferentes desgracias en las que el Casino ha colaborado con su ayuda. Por ejemplo en 1860 se destinaron 4.000 reales para repartir entre los heridos en la campaña de África. También en 1868 se destinaron 1000 reales a socorrer a los pobres de la ciudad abundantes y con gran crisis debido a la subida de los precios. Otras ayudas para las víctimas de Cuba y Filipinas. En 1911 se suscribe a la Asociación de la Caridad contribuyendo mensualmente para atender las necesidades diarias de los pobres. 
El Círculo de la Amistad en 1906 y en 1907 sufraga para las Fiestas de San Juan un novillo de tres años de Valonsadero para que sirviera como caldereta para 140 pobres de la ciudad. Durante la Guerra Civil el Casino de Numancia será utilizado como Hospital de sangre. 
Igualmente, a su propio personal se le atendía expresamente en momentos de dificultades.

## Socios ilustres

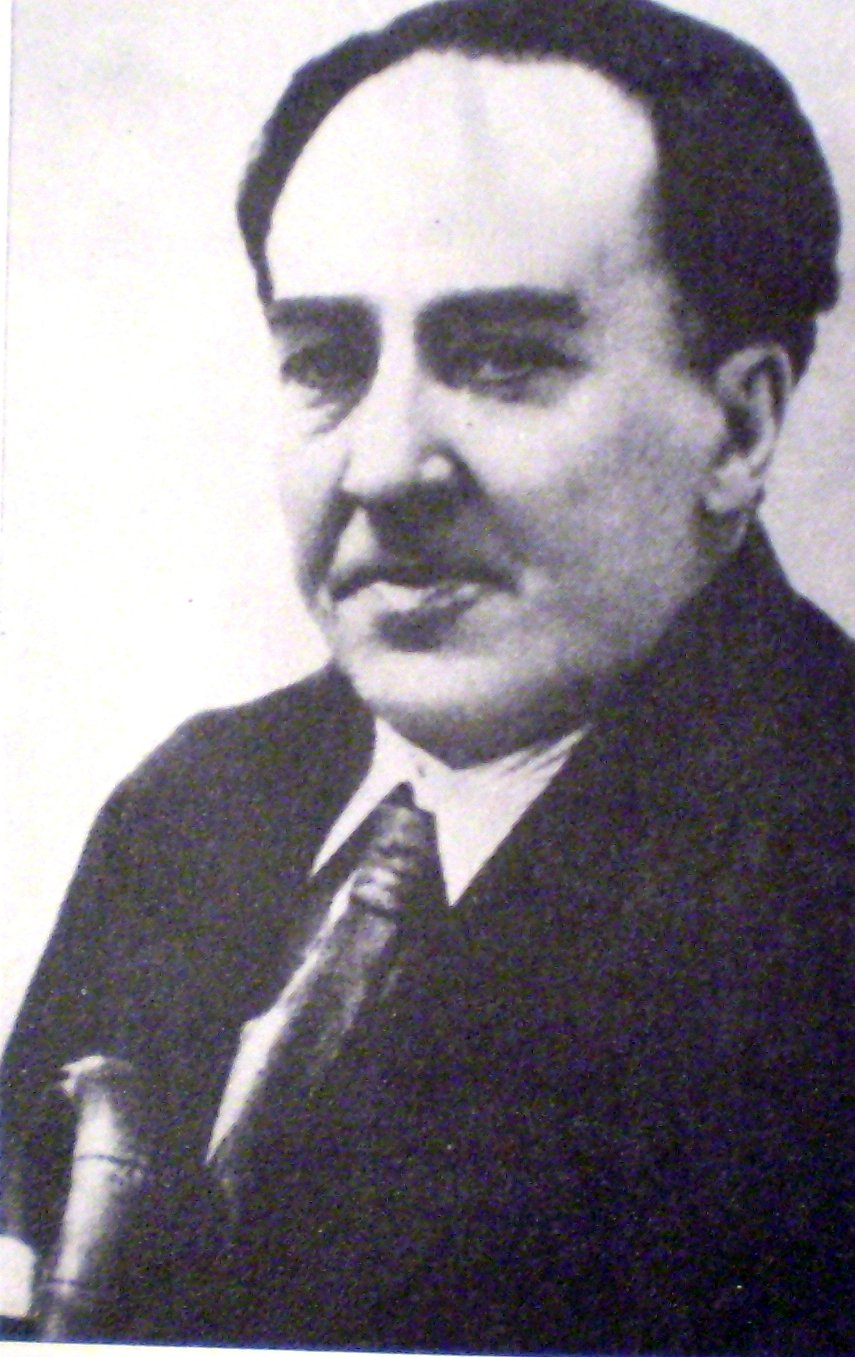
Antonio Machado, socio del Casino.

Han sido muchos los Socios que han pasado por sus salones. Entre los más destacados: Antonio Machado (admitido primero como socio accidental del Círculo de la Amistad en la Junta celebrada el 28 de diciembre de 1908), Gerardo Diego (alma mater cultural del Ateneo los años 1921-1922), Juan Antonio Gaya Nuño, Manuel Ruiz Zorrilla, José Canalejas, Eduardo Saavedra, Antonio Pérez de la Mata, Blas Taracena (padre e hijo), Benito Artigas, y un larguísimo etcétera desde la fundación en 1848 hasta nuestros días. En 1966 tras la unión de las dos sociedades se puso un tope de 1500 socios.

## El Círculo Amistad Numancia hoy
Además de una vida larga y de gran calado en la sociedad soriana, que hace difícilmente entendible la historia de la ciudad de Soria sin acercarse a la historia de esta institución, el Casino es hoy, ya entrado el siglo XXI, un compendio de valores culturales, artísticos, tradicionales, sociales y sentimentales de primer orden para la sociedad soriana. Como dice el escritor Pérez Rioja el Casino “ha poseído esta rara virtud: la de reunir a los sorianos y la de “sorianizar” entrañablemente a los que han venido a nuestra ciudad”. Es por tanto, el Círculo Amistad Numancia un lugar de encuentros por excelencia.
A nuestros días han llegado, para nuestro disfrute, varias joyas que atesora el Casino. El noble Salón Gerardo Diego, antes Salón Rojo, con sus pinturas bucólicas en el techo inspiradas en motivos de la danza y las cuatro estaciones fueron pintadas a principios del siglo XX por Julio del Val y su friso corrido con motivos de luchas de romanos y celtíberos. También en este salón figura el célebre piano de gran cola, de concierto, Steinway & Sons, el primero en España, que “ya en su época era la admiración de cuantos lo contemplan y examinan”. Costó 7.500 pesetas en 1886 y su compra dejó a la sociedad varios años endeudada. El piano entusiasmó tanto al poeta Gerardo Diego, que llega a Soria con 22 años, hasta el punto de dar en 1921 en el marco del Ateneo en el que participaba activamente, una serie de 14 conferencias sobre la historia de la música de piano interpretando las obras más representativas de los grandes maestros. El poeta aseguraba ser “el más pianista de los poetas, ya que no puedo ser -decía- el más poeta de los pianistas”. En la actualidad en este salón se siguen desarrollando multitud de actividades culturales de todo tipo como presentaciones de libros, conferencias, conciertos de música clásica y jazz, títeres, recitales de poesía, etc. Igualmente son varias las exposiciones de pintura y fotografía que cada año se exhiben en sus paredes.
Otro de los Salones que parecen retrotraernos en el pasado es el llamado Salón de los Espejos de la planta principal que conserva todo el sabor de los casinos decimonónicos, “donde los sentidos se recrean y el ánimo se dilata”. Lugar para la tertulia y para ver pasar el tiempo que transcurre a través de sus cristaleras al Collado. Sus primitivas lunas se inauguraron en el San Saturio de 1896 por la Casa Fábrica de Don Basilio Paraíso de Zaragoza por 3.300 pts, adornándose también el artesonado. Del mismo modo las columnas de este salón y del Bar dan ese ambiente (“la casi sólida atmósfera de los casinos”, según Gaya Nuño) de sabor decimonónico que no se ha perdido con el paso de los años. 
Otra de las joyas es el magnífico cuadro del mejor pintor soriano de la historia, el célebre Maximino Peña, donado por él a esta sociedad en 1929, tras un homenaje y exposición en sus salas de sus cuadros “de motivos sorianos: Monumentos artísticos, paisajes, tipos representativos populares y bellos retratos de señoritas sorianas”. Este pintor de Salduero, amigo de Sorolla y Benlliure, está considerado como uno de los artistas de mayor renombre de su época. A mediados de los 80 el Salón Gerardo Diego volvería a mostrar una exposición homenaje a este afamado pintor. Junto a este maravilloso cuadro una variada muestra de diferentes obras de pintores que han expuesto en los últimos años en nuestros salones.
También el Casino atesora un fondo bibliográfico y documental aún sin catalogar pero de gran valor pues no olvidemos que la compra de libros fue uno de los objetivos desde el principio de su fundación en 1848. En su biblioteca recientemente inaugurada son muchos los socios que se acercan a leer los periódicos nacionales y locales, así como diversas revistas a las que está suscrito. En ella también está a disposición de los socios un ordenador con conexión a internet.
En sus salones se sigue jugando. Ahora los socios gustan de jugar al guiñote, mus y rabino con las cartas. También se juega al ajedrez contando con un club de fuerte implantación y se ha recuperado la Escuela de Ajedrez para niños. También hay mucha afición al billar de carambola contando con otro club, otra escuela para niños y adultos y, sobre todo, dos mesas de alta competición homologadas, a las que hay que añadir la adquisición de una nueva mesa de billar americano adquirida en la primavera de 2010. 
El Círculo Amistad Numancia cuenta con un servicio de barra de bar con precios económicos y un salón comedor en el piso primero con variedad de menús.
Desde siempre son famosos los bailes que se celebran en el Casino. En la actualidad se siguen celebrando tanto el de Nochevieja como el de Reyes (en el que se prueba el famoso roscón) citas para todos los socios, animadas con las mejores orquestas.
Se sigue como desde el principio con la correspondencia con más de medio centenar de Casinos y Círculos de casi todas las capitales españoles, donde enseñando el carnet de asociado se tiene entrada en ellos como un socio más.
Entre los servicios para los asociados, con antecedentes ya en 1933, está un servicio de peluquería tanto para señoras como para caballeros.
En sus salones también hay varias televisiones en las que se programan los principales partidos de fútbol y las ferias taurinas más importantes, contando ambas con mucha afición entre los asociados.
La Asociación Filatélica y Numismática de Soria lleva desde los años 80 del siglo pasado celebrando en los salones del Casino durante los domingos matinales de Otoño-Invierno un ya tradicional y concurrido mercadillo de sellos y monedas, que se completa con diversas exposiciones. 
El actual presidente del Casino es desde 2009, Adolfo Sainz Ruiz, quien sustituyó al fallecido Gregorio Sánchez Domínguez (presidente desde 1993) (19-02-2009 a los 70 años de edad). Sainz en los últimos años ha logrado desarrollar un amplio abanico de actividades que han vuelto a impulsar al Casino como motor cultural de la ciudad organizando un elevado número de eventos de diversa índole e incluso albergando el nuevo resurgimiento del Ateneo soriano. En el mes de junio de 2012 concluye la rehabilitación de la fachada, en la cual se repinta e instala una nueva iluminación nocturna que destaca la singularidad del edificio. Mientras que un par de meses antes, en el mes de abril, se abría en la tercera planta del Casino, la Casa de los poetas. Sin duda, se trata de un lugar de gran interés para el visitante que sigue la estela de Machado en Soria o que quiere descubrir tesoros desconocidos. El Casino puede ser visitado, abre todos los días, la entrada es gratuita pero se recomienda pedir permiso por vía telefónica.

## Casa de los poetas de Soria (museo)
El dos de abril de 2012 se inaugura y abre la Casa de los poetas de Soria, un museo ubicado en la tercera planta del Casino que ha requerido de una inversión de 343.000 euros. Esta zona museística de cerca de 300 metros cuadrados. Es un espacio expositivo dedicado a los grandes líricos que cantaron a Soria: Antonio Machado, Gustavo Adolfo Bécquer y Gerardo Diego. La mayoría de las obras expuestas han sido donadas. Tiene espacios envolventes y oníricos, audiovisuales y grabaciones sonoras, objetos manipulables, fotografías, libros y otros elementos vinculados a estos y otros escritores inspirados por Soria.